# 伯梅爾半島
伯梅爾半島（英語：Bermel Peninsula），是南極洲的半島，位於葛拉漢地的鮑曼海岸，長約24公里、寬11公里，處於索爾伯格灣和莫比洛伊爾灣之間，最高點海拔高度1,670米，現時由南極條約體系管理。